# Кармак (река)
Кармак — река в России, протекает по Тюменскому району Тюменской области. Устье реки находится в 173 км по левому берегу реки Пышма. Длина реки составляет 23 км.

## Этимология
Название реки в переводе с татарского «кармак» — «крючок».

## Данные водного реестра
По данным государственного водного реестра России относится к Иртышскому бассейновому округу, водохозяйственный участок реки — Пышма от Белоярского гидроузла и до устья, без реки Рефт от истока до Рефтинского гидроузла, речной подбассейн реки — Тобол. Речной бассейн реки — Иртыш.
Код объекта в государственном водном реестре — 14010502212111200008294.

## Населённые пункты
- д. Зырянка
- д. Малиновка
- с. Успенка
- упразднённая деревня Космакова